# Joachim Gatti
Joachim Gatti è un cortometraggio del 2009 diretto da Jean-Marie Straub basato sull'opera "Discorso sull'origine e sui fondamenti della disuguaglianza tra gli uomini" di Jean-Jacques Rousseau.

## Trama
Joachim Gatti, nipote del regista Armand Gatti, durante una manifestazione a Montreuil perse un occhio a causa di un colpo sparato da un poliziotto. Nel corto si vede Joachim Gatti con entrambi gli occhi sani che telefona e la voce fuori campo di Straub legge un testo tratto dalla prefazione al discorso sull'origine e le basi della disuguaglianza tra gli uomini di Jean-Jacques Rousseau.

## Produzione
Il corto fa parte di un film collettivo ideato da Nicole Brenez e Nathalie Hubert a seguito della perdita di un occhio di un manifestante, Joachim Gatti, che durante una manifestazione a Montreuil nel luglio 2009 rimase accecato da una pistola a flash usata da un poliziotto contro la folla. Venne reso pubblico sul sito web mediapart.fr il 10 dicembre 2009 e proiettato per la prima volta il 31 ottobre alla Viennale del 2009.